# Mormodes guentheriana
Mormodes guentheriana là một loài thực vật có hoa trong họ Lan. Loài này được (Kraenzl.) Mansf. mô tả khoa học đầu tiên năm 1932.